# William Bliss Baker
William Bliss Baker, né le 27 novembre 1859 à New York et mort le 20 novembre 1886  à Hoosick Falls (État de New York), est un artiste peintre américain.
Baker commence sa carrière de peintre alors que l'Hudson River School périclite. Il commence ses études en 1876 à l'Académie américaine des beaux-arts, où il suit les enseignements d'Albert Bierstadt et de Mauritz de Haas (en). Il travaille dans deux studios, à Clifton Park et New York, où il peint plus de 130 peintures, des peintures à l'huile et des aquarelles, dont plusieurs en noir et blanc.
À l'âge de 26 ans, Baker commence à perfectionner sa démarche de peintre de paysage lorsqu'il meurt chez son père, à Hoosick Falls. Le New York Times écrit que sa mort « a privé l'Amérique d'un de ses artistes les plus prometteurs ».

## Biographie

### Enfance

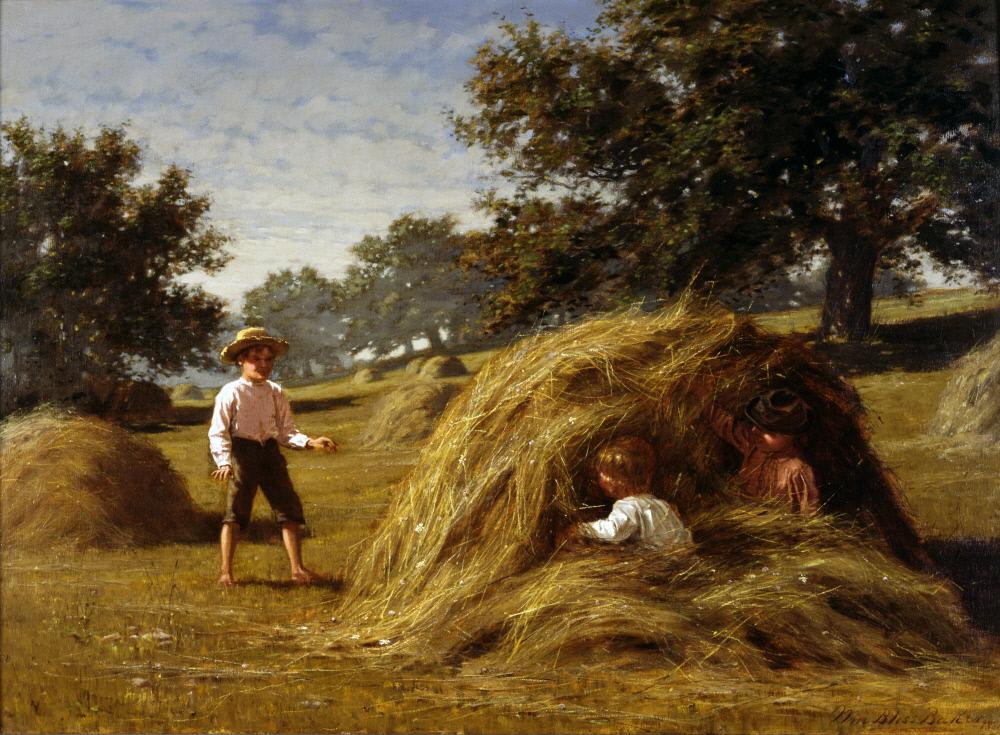
Hiding in the Haycocks, 1881,.

William Bliss Baker naît le 27 novembre 1859 à New York. Il est le fils de Benjamin Franklin Baker (né en 1834) et de Harriette Luisa Bayeux, mariés en 1857. Sa mère est la descendante d'huguenots fortunés ayant quitté la France pour New York avant la guerre d'indépendance des États-Unis.
Baker passe une grande partie de son enfance à Ballston Spa. Sa famille achète une propriété, sur laquelle il édifie plus tard un atelier, « The Castle » (Le Château), au bord du lac de Ballston.

### Études et carrière

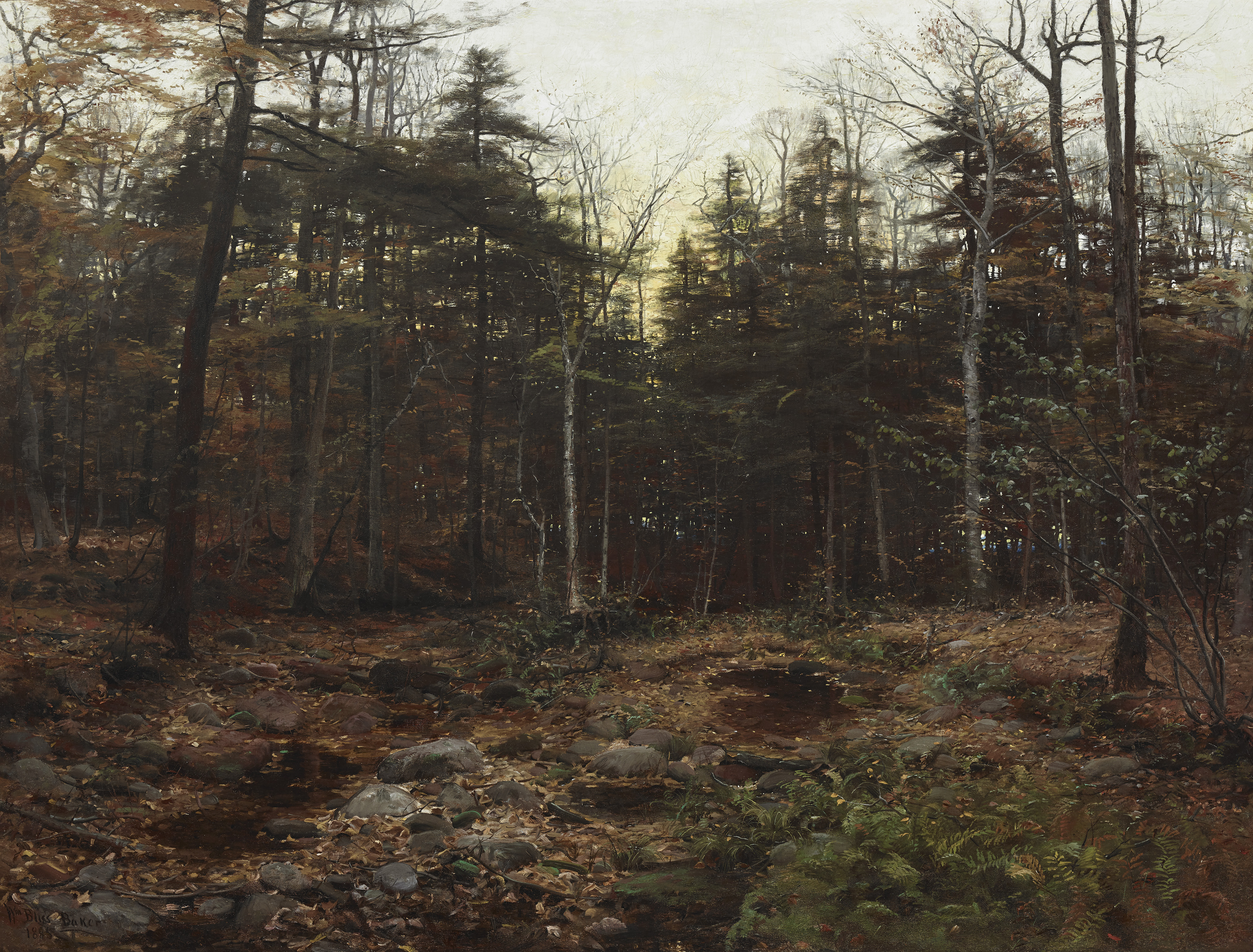
Woodland Scene, 1885.

À partir de 1876, il étudie pendant quatre années à l'Académie américaine des beaux-arts, avec Alfred Bierstadt et Mauritz de Haas,,. Il expose pour la première fois dans cette institution en 1879 : cette exposition lui permet de gagner le Elliott Prize. Il remporte en 1885 le Troisième Prix Hallgarten (en) pour le tableau Woodland Brook,.
En 1881, Baker fait construire « The Castle », son atelier estival sur la rive est du lac de Ballston, dans le town de Clifton Park, au nord d'Albany, dans l'État de New York,. Cet atelier donne sur les montagnes Catskill et sur les monts Berkshire et est éclairé par la lumière naturelle. La Clifton Park Historic Preservation Commission a placé le bâtiment sur sa liste de sites historiques.

### Mort
Alors qu'il commence à s'affirmer en tant que peintre de paysage au sein du mouvement réaliste américain, Baker meurt le 20 novembre 1886, à l'âge de 26 ans, d'un rhume chez son père à Hoosick Falls, dans l'État de New York, après avoir subi plusieurs blessures en faisant du patinage sur glace,,.
Dans un article, le New York Times écrit que la mort de Baker « a privé l'Amérique d'un de ses artistes les plus prometteurs ».
William Bliss Baker est enterré dans le caveau de la famille Baker au cimetière rural d'Albany (en) à Menands, dans l'État de New York.

## Œuvre

### Tableaux

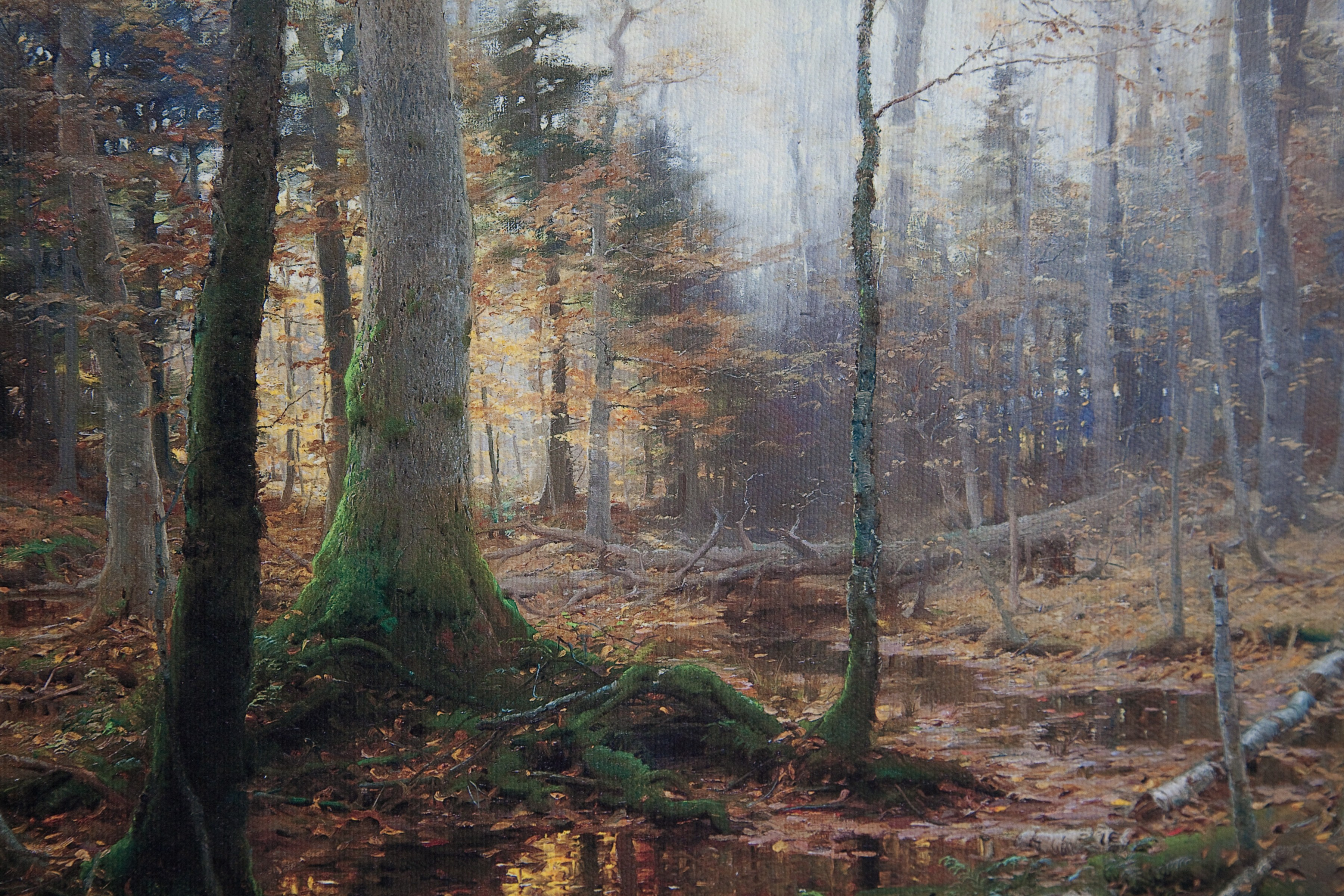
Fallen Monarchs, 1886, Brigham Young University Museum of Art.

Au cours de sa carrière, Baker peint plus de 130 tableaux.
Fallen Monarchs, tableau considéré comme son chef-d'œuvre, est peint en 1886 dans les alentours du lac de Ballston. L'œuvre originale appartient à l'université Brigham-Young de Provo, dans l'Utah, et est exposée au Brigham Young University Museum of Art (en). Une copie plus petite se situe dans la bibliothèque de Ballston.
Son tableau Morning After the Snow est vendue pour 5 000 $ en 1887 (soit l'équivalent d'environ 156 000 $ en 2021). Cette peinture et 129 autres de ses œuvres sont vendues aux enchères, pour un total de quasi 15 000 $ (soit l'équivalent d'environ 468 000 $ en 2021).

#### En noir et blanc

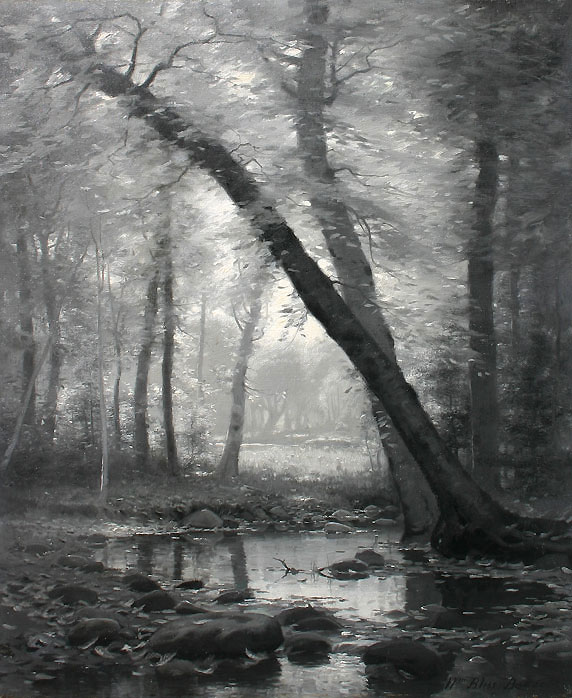
Dark Forest,, huile sur toile en noir et blanc.

#### En couleur

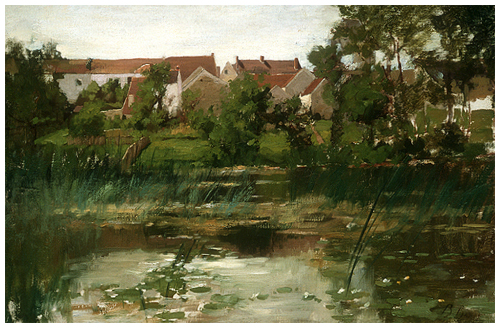
Landscape : Grez,, Henry Art Gallery de l'université de Washington.

### Expositions
- 1881-1886 : Académie américaine des beaux-arts, État de New York[13] ;
- 1881-1884, 1886 : Salmagundi Club, État de New York[13] ;
- 1882, 1884-1886 : Boston Art Association, État de New York[13] ;
- 1883-1884 : Pennsylvania Academy of the Fine Arts, Pennsylvanie[13] ;
- 1885 : Boston Art Club (en), Massachusetts[13].